# 올리브 토머스
올리브 토머스(Olive Thomas, 1894년 10월 20일 ~ 1920년 9월 10일)는 미국의 무성 영화 배우, 모델이다. 모델로 연예 활동을 시작했으며, 지그펠드 걸스로도 활동했다. 1916년부터 배우 활동을 시작해, 활동 4년 동안 20편 이상의 작품에 출연했다. 1916년, 배우 메리 픽퍼드의 남동생 잭 픽퍼드와 결혼했다.
1920년 9월 10일, 프랑스 파리에서 급성 신장염으로 사망했다. 종국에는 우발적 사망으로 결론 지어졌으나, 당시 올리브의 입원 소식과 차후 사망 소식은 매스컴의 관심이 집중되어 추측설이 난무했다. 이로 인해 올리브의 죽음은 헐리우드 초기 최대 스캔들 중 하나로 여겨진다.